# Leucania nigrolinea
Leucania nigrolinea là một loài bướm đêm trong họ Noctuidae.